# Friedrich Wilhelm Steinkopf

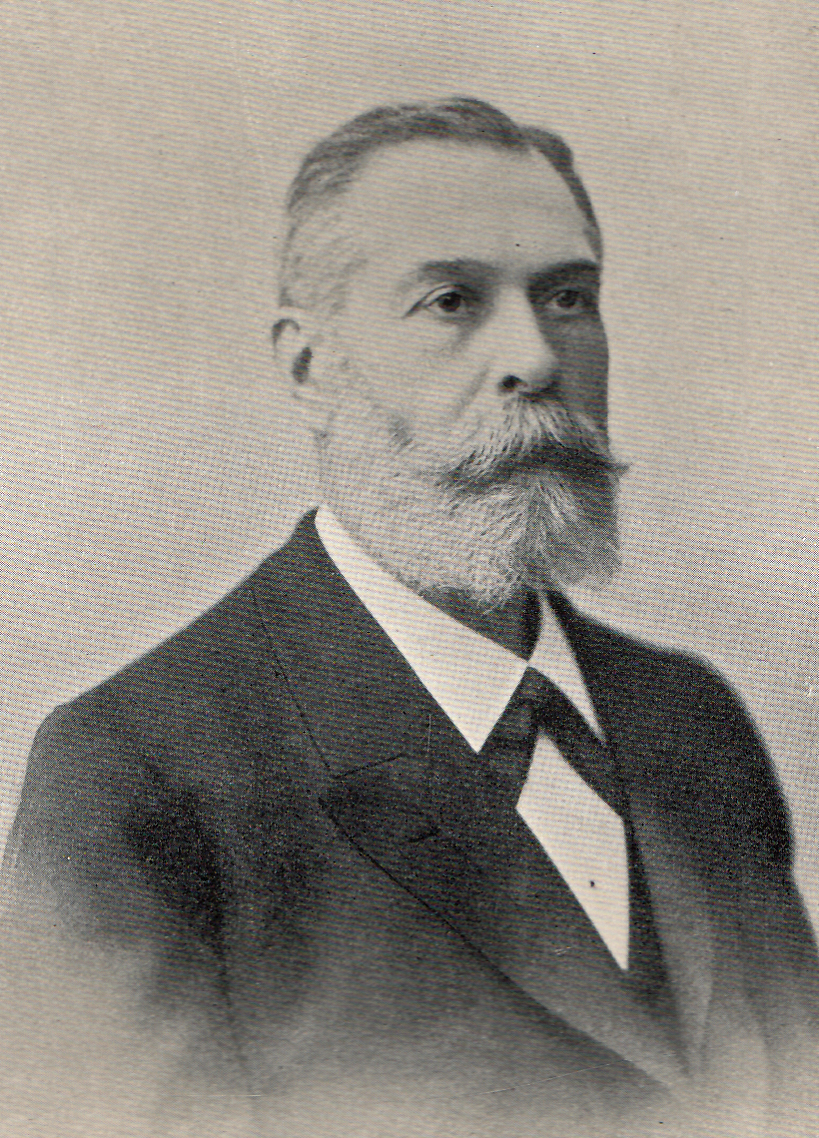
Porträt von F. W. Steinkopf

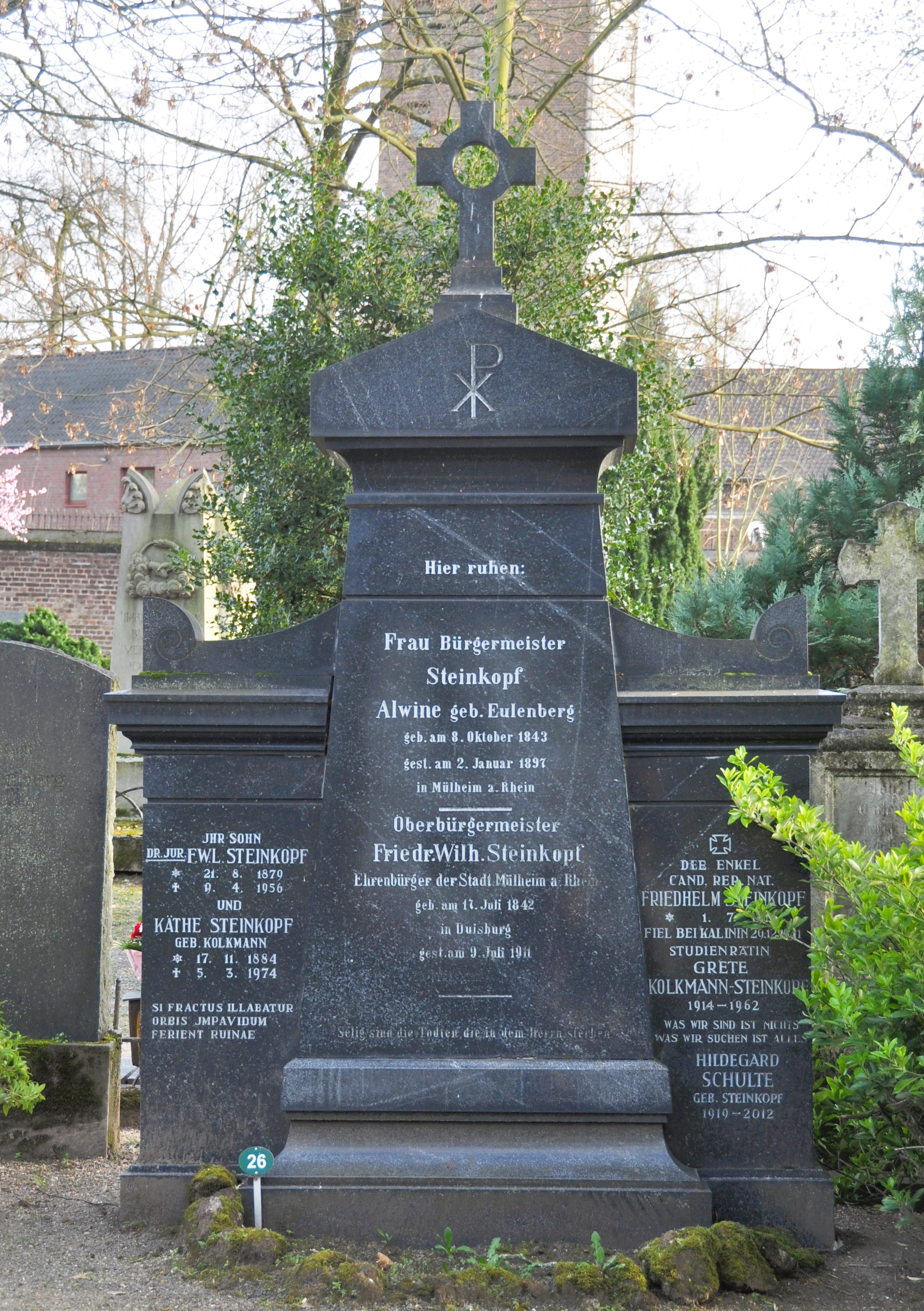
Grab der Eheleute Steinkopf auf dem Ev. Friedhof Köln-Mülheim (2025)

Friedrich Wilhelm Steinkopf (* 17. Juli 1842 in Duisburg; † 9. Juli 1911 in Mülheim am Rhein) war ein deutscher Beamter und Bürgermeister der Städte Kleve und Mülheim am Rhein.

## Leben
Steinkopf war zunächst ab Februar 1862 Zivil-Supernummerar bei der Regierung Düsseldorf, ab Juli 1867 Kreissekretär
in Moers und dann 1874/75 Fabrik-Inspektor in Düsseldorf. In dieser Funktion sprach er sich unter anderem in einem Bericht vom 21. September 1874 gegen den Erlass einer Bezirkspolizeiverordnung zur Gewährung von Ruhepausen für Fabrikarbeiter aus. 1875/76 wurde er von der Regierung Düsseldorf als Bürgermeister der Stadt Kleve eingesetzt. Diese Ernennung erfolgte gegen den Willen der Klever Stadtverordnetenversammlung.
Steinkopf war schließlich von Juni 1876 bis 1908 Bürgermeister bzw. Oberbürgermeister der Stadt Mülheim am Rhein. Der Titel des Oberbürgermeisters wurde ihm anlässlich des 22-jährigen Bürgermeisterjubiläums 1898 verliehen. Im Juni 1878 verbot er – bereits im Vorfeld der Sozialistengesetze – eine Versammlung des sozialistischen Arbeiter-Wahlvereins und ließ diesen einstweilen schließen. Nach fünf Jahren Sozialistengesetz musste er jedoch 1883 einräumen, dass „in seiner Stadt bei ihrer großen Arbeiterbevölkerung noch immer eine nicht unbedeutende Zahl von Anhängern jener Richtung vorhanden ist“.
Steinkopf sprach sich wiederholt gegen die Eingemeindung Mülheims nach Köln aus. Er unterstützte 1895 den Bau der Lutherkirche, der Zentralkirche der Mülheimer evangelischen Kirchengemeinde. Er brachte die Idee ein, das Gelände des ehemaligen Merkerhofes als Mülheimer Stadtgarten für die Bevölkerung herzurichten.
Steinkopf starb 1911 wenige Tage vor seinem 69. Geburtstag und wurde auf dem evangelischen Friedhof in Mülheim neben seiner Frau Alwine (1843–1897) beigesetzt.

## Ehrungen
Die Stadt Mülheim am Rhein verlieh ihm 1907 die Ehrenbürgerschaft. In Köln-Mülheim wurde die Steinkopfstraße nach ihm benannt.